# Годинникова вежа (Перемишль)
Годинникова вежа, або Вежа Атанасія — давня пам'ятка української сакральної архітектури в центрі міста Перемишля в історичному районі Владиче.

## Історія
У 1775—1777 році Перемишльський греко-католицький архієпископ Атанасій Шептицький розпочав будову нового катедрального храму. Будівництво розпочали з пізньобарокової дзвіниці.
У тому ж часі через аварійний стан було розібрано стару греко-католицьку катедру святого Івана Хрестителя, священослужителі намагалися заручитись фінансовою підтримкою для побудови в імператриці Марії Терезії, проте вона померла 29 листопада 1780 року. У 1781 році її наступник імператор Йосиф II відвідав Перемишль та дізнався про необхідність будівництво собору.
Біля вже зведеної нової дзвіниці побудувати храму греко-католикам так і не вдалось. У 1784 році імператор своїм указом передав у їхню власність приміщення та території колишнього монастиря ордену кармелітів босих.
Після цього духовенство Перемишля звернулось до цісаря по дозвіл на будівництві на місті старого катедрального собору біля вежі парафіяльної церкви. Проте цісар відмовив у цьому проханні. Земля та матеріали, що були заготовані на будівництво церкви, були продані на аукціоні в 1784 році.
Зараз на місці старого катедрального собору Івана Хрестителя Перемишльської Єпархії розміщується міська школа № 11.
З 1996 року у вежі діє Музей дзвонів та файок, що є філією Національного музею Премишльщини. До речі, у 1945 році цей музей отримав фонди українського музею «Стривігор», що були реквізовані польською комуністичною владою.

## Архітектура
Годинникова вежа зберегла свій первісний вигляд. 34-метрова будівля з галереєю та оглядовим майданчиком та вмонтованим годинником спочатку служила сторожовою вежею, потім — як спостережний пункт для міської пожежної служби. У 1850 році під час пожежі було втрачено рококовий купол вежі. Будівля тричі серйозно реставрувалася: у 1925, 1959—1960 та 1989—1990 роках.
У 1983 вежу внесено у реєстр пам'яток архітектури.

## Галерея

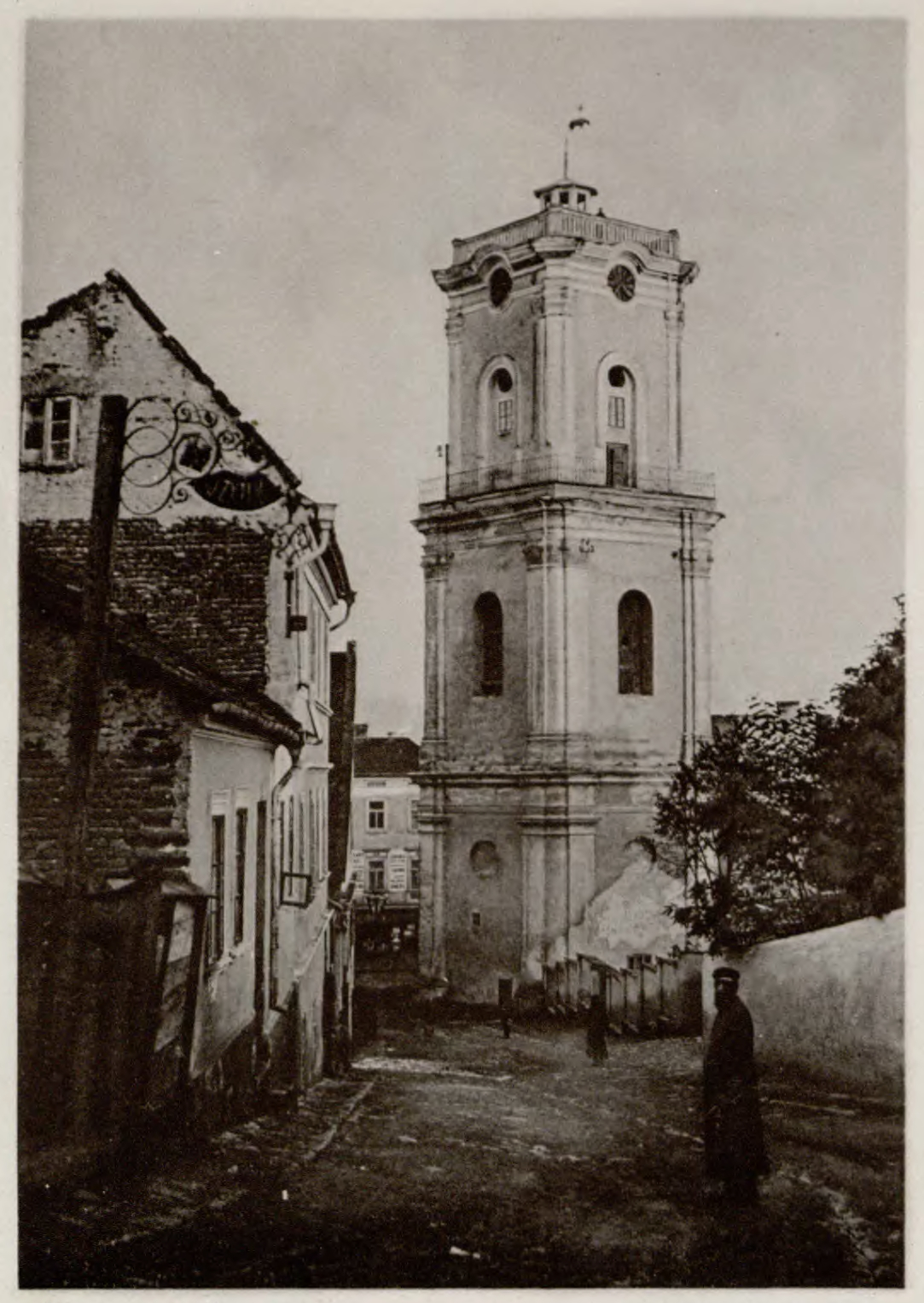
Годинникова вежа в Перемишлі
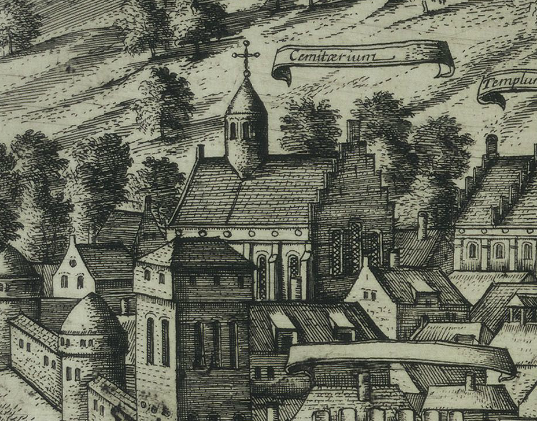
Старий собор св. Івана Хрестителя в Перемишлі, на місці якого зараз знаходиться школа та годинникова вежа (1617)
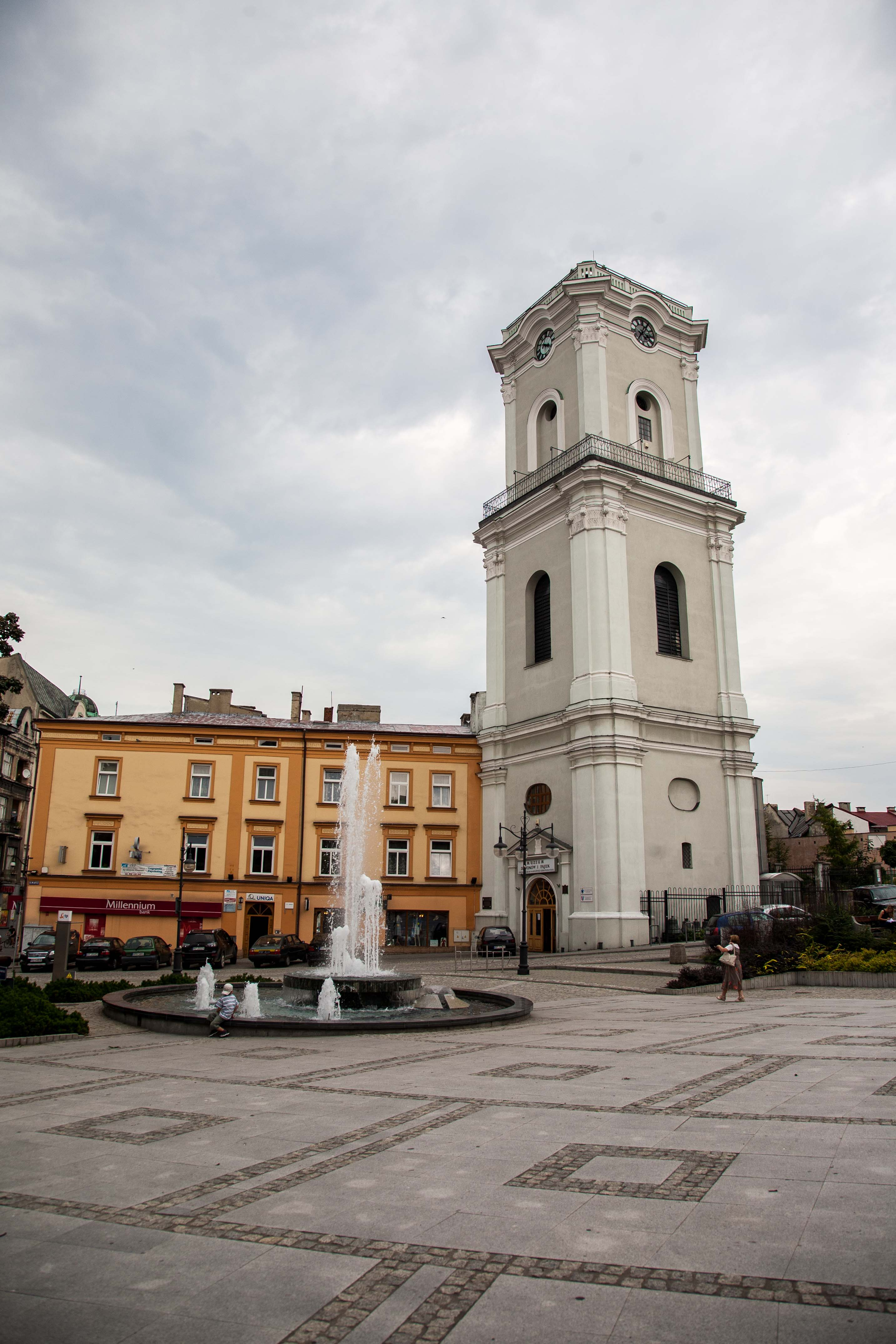
Сучасний вигляд годинникової вежі в Перемишлі